# Callispa simillima
Callispa simillima là một loài bọ cánh cứng trong họ Chrysomelidae. Loài này được Würmli miêu tả khoa học năm 1976.